# Listă de aeroporturi după codul IATA: Q
Mai jos este lista de aeroporturi al căror cod IATA începe cu litera Q.
Această listă este generată cu date din Wikidata și este actualizată periodic de un robot.
 Editările făcute în listă vor fi șterse la următoarea actualizare!
| Imagine | Cod IATA | Articol                                      |
| ------- | -------- | -------------------------------------------- |
|         | QQY      | gara York                                    |
|         | QNC      | Aeroportul Neuchâtel                         |
|         | QDC      | Aeroportul Dracena                           |
|         | QJZ      | gara Nantes                                  |
|         | QPH      | Aeroportul Palapye                           |
|         | QSC      | Aeroportul São Carlos                        |
|         | QTR      | Aeroportul Quintero                          |
|         | QGB      | Aeroportul Limeira                           |
|         | QMF      | Aeroportul Mafra                             |
|         | QMJ      | Aeroportul Shahid Asyaee                     |
|         | QPD      | Aeroportul Pinar del Río                     |
|         | QRC      | Aeroportul Independencia                     |
|         | QDB      | Aeroportul Cachoeira do Sul                  |
|         | QIQ      | Aeroportul Rio Claro                         |
|         | QIT      | Aeroportul Itapetinga                        |
|         | QJP      | Aeroportul R-217 Aero                        |
|         | QRR      | Aeroportul Warren                            |
|         | QLD      | Aeroportul Blida                             |
|         | QHV      | Aeroportul Novo Hamburgo                     |
|         | QJB      | Aeroportul Jubail                            |
|         | QBG      | Aeroportul Pančevo                           |
|         | QCR      | Aeroportul Curitibanos                       |
|         | QAL      | Aeroportul Alessandria                       |
|         | QJL      | Aeroportul Kjøllefjord                       |
|         | QKE      | Aeroportul Milliken                          |
|         | QPP      | Berlin Hauptbahnhof                          |
|         | QHR      | Aeroportul Harar Meda                        |
|         | QND      | Aeroportul Novi Sad                          |
|         | QCP      | Aeroportul Currais Novos                     |
|         | QFO      | Aerodromul Duxford                           |
|         | QID      | Aeroportul Mello Viana                       |
|         | QSX      | Aeroportul New Amsterdam                     |
|         | QUB      | Aeroportul Ubari                             |
|         | QCU      | Heliportul Akunnaaq                          |
|         | QZD      | Aeroportul Szeged                            |
|         | QSN      | Aeroportul San Nicolás de Bari               |
|         | QVP      | Aeroportul Avaré-Arandu                      |
|         | QLS      | Aeroportul Lausanne                          |
|         | QRW      | Aeroportul Warri                             |
|         | QUG      | Aeroportul Chichester/Goodwood               |
|         | QNV      | Aeroportul Aeroclub, Nova Iguacu             |
|         | QWV      | Aeroportul Valjevo                           |
|         | QZN      | Aeroportul Relizane                          |
|         | QAQ      | Aeroportul L'Aquila Preturo                  |
|         | QDJ      | Aeroportul Tsletsi                           |
|         | QSA      | Aeroportul Sabadell                          |
|         | QRO      | Aeroportul Querétaro                         |
|         | QFR      | Aeroportul Frosinone                         |
|         | QOW      | Aeroportul Sam Mbakwe                        |
|         | QKL      | Köln Hauptbahnhof                            |
|         | QUN      | Aeroportul A-306                             |
|         | QUO      | Aeroportul Akwa Ibom                         |
|         | QEO      | Aeroportul Aleksandrowice                    |
|         | QPC      | Aeroportul Plock                             |
|         | QPM      | Aeroportul Opole-Polska Nowa Wieś            |
|         | QYO      | Aeroportul Dajtki                            |
|         | QKX      | Aeroportul Kautokeino                        |
|         | QDF      | Aeroportul Bandeirinhas/Conselheiro Lafaiete |
|         | QDV      | Aeroportul Jundiaí                           |
|         | QSR      | Aeroportul Salerno Costa d'Amalfi            |
|         | QIB      | Aeroportul Bresso                            |
|         | QVA      | Aeroportul Varese-Venegono                   |
|         | QAC      | Aeroportul Castro                            |
|         | QSF      | Aeroportul Ain Arnat                         |
|         | QRM      | Aeroportul Narromine                         |
|         | QGC      | Aeroportul Lencois Paulista                  |
|         | QBC      | Aeroportul Bella Coola                       |
|         | QMH      | Aeroportul Oum el Bouaghi                    |
|         | QRA      | Aeroportul Rand                              |
|         | QYD      | Aeroportul Gdynia-Kosakowo                   |
|         | QSI      | Aeroportul Moshi                             |
|         | QXC      | Aeroportul Caxias                            |
|         | QVB      | Aeroportul União da Vitória                  |
|         | QSZ      | Aeroportul Shache                            |